# Elektrochemische reductie van koolstofdioxide
De elektrochemische reductie van koolstofdioxide, ook bekend als elektrolyse van koolstofdioxide, is de omzetting van koolstofdioxide (CO2) in meer gereduceerde moleculen met behulp van elektrische energie. Het is een mogelijke stap richting het afvangen en gebruiken van CO2 (carbon capture), waarvoor het als een veelbelovende methode gezien wordt.
Elektrochemische reductie van koolstofdioxide is een mogelijke manier om chemicaliën of brandstoffen te produceren, waarbij kooldioxide (CO2) wordt omgezet in organische grond- en brandstoffen zoals mierenzuur (HCOOH), koolstofmonoxide (CO), methaan (CH4), ethyleen (C2H4) en ethanol (C2H5OH). Veelgebruikte metaalkatalysatoren voor deze processen zijn tin voor mierenzuur, zilver voor koolstofmonoxide en koper voor methaan, ethyleen of ethanol. Methanol, propanol en 1-butanol zijn, in kleinere hoeveelheden, ook geproduceerd via elektrochemische reductie van CO2. De belangrijkste uitdagingen zijn de relatief hoge kosten van elektriciteit (versus aardolie) en het feit dat de meeste CO2 gemengd is met O2 en dus een ongeschikt substraat vormt.
De eerste voorbeelden van elektrochemische reductie van kooldioxide dateren uit de 19e eeuw, toen koolstofdioxide met behulp van een zinkkathode werd gereduceerd tot koolstofmonoxide. Het onderzoek op dit gebied werd versneld door de olie-embargo's van de jaren zeventig. Sinds 2021 lopen er bij verschillende bedrijven, waaronder Siemens, Dioxide Materials, Twelve en GIGKarasek pilots om deze technieken te commercialiseren.